# كوين شارب
كوين شارب (بالإنجليزية: Quinn Sharp) هو لاعب كرة القدم الكندية أمريكي، ولد في 12 نوفمبر 1989 في غرابفين في الولايات المتحدة.